# Автошлях Т 2513
Автошля́х Т 2513 — автомобільний шлях територіального значення у Чернігівській області. Пролягає територією Козелецького та Носівського районів через Козелець — Козари — Носівку. Загальна довжина — 38 км.
В 1941-1942 була відновлена пряма ділянка дороги між селами Козари і Ставиське. Нині ця ділянка називається «німецька дорога».

## Маршрут
Автошлях проходить через такі населені пункти:
| Автошлях Т 2513      |                          |
| Чернігівська область |                          |
| Козелецький район    |                          |
| Козелець             | E95М01Т 2528Т 2535Т 2549 |
| Лихолітки            |                          |
| Ставиське            |                          |
| Пилятин              |                          |
| Носівський район     |                          |
| Козари               |                          |
| Носівка              | Т 2525Т 2526             |